# Nevena Ignjatović
Nevena Ignjatović, cyr. Невена Игњатовић (ur. 28 grudnia 1990 w Kragujevacu) – serbska narciarka alpejska, dwukrotna uczestniczka igrzysk olimpijskich (2010, 2014), mistrzyni zimowej uniwersjady.
Wystąpiła podczas igrzysk w Vancouver i Soczi. W Vancouver wystartowała w trzech konkurencjach – była 32. w slalomie, 39. w slalomie gigancie, a w supergigancie nie została sklasyfikowana. W Soczi zajęła 28. miejsce w slalomie gigancie, a slalomu nie ukończyła.
W 2013 podczas uniwersjady w Trentino zdobyła złoty medal w slalomie. Startowała również w uniwersjadach w 2009 i 2011 roku, jednak bez osiągnięć medalowych.
Wzięła udział w trzech edycjach mistrzostw świata w narciarstwie alpejskim w latach 2011–2015. Najwyższe miejsce w zawodach tej rangi zajęła w 2011 roku w slalomie (32. miejsce). Regularnie startuje również w zawodach Pucharu Świata. Najwyższą lokatę osiągnęła w grudniu 2016 w Val d’Isère, kiedy to zajęła 24. miejsce w kombinacji.